# دوم 2
دوم 2: هيل أون إيرث (بالإنجليزية: Doom II: Hell on Earth)‏ ، هي لعبة فيديو إلكترونية من نوع تصويب منظور الشخص الأول وإطلاق النيران، أنتجت سنة 1994م، وتعمل على عدة أنظمة التشغيل ومنها إم إس-دوس وبلاي ستيشن 3 وإكس بوكس 360.

## المراحل
طبعا هذه اللعبة هي جزء ثاني من لعبة دووم 1 وهي تضم 32 مرحلة منهم 30 مرحلة أصلية ومرحلتين سريتين اللعبة تضم العديد من الوحوش يظهر أقواهم في المرحلة 20 وهو سيبرديمون وفي المرحلة الأخيرة يقابل اللاعب الوحش الذي أنشاء الكثير من الوحوش ما عدا سيبرديمون وعنكبوت العقل وعندها يجب ضرب الوحش بالمدفع في فتحة رأسه ثلاث مرات وبعدها يموت الوحش ويتم تختيم اللعبة

## طريقة اللعب
تعتبر لعبة دووم 2 أشهر ألعاب التسعينيات وذلك لأنها من أقدم ألعاب التصويب لمنظور الشخص الأول وأثناء اللعبة يقاتل اللاعب الكثير من الوحوش أضعفهم الزومبي وأقواهم سيبرديمون الذي يظهر أول مرة في المرحلة الثامنة وليتم أنهاء مرحلة في اللعبة يجب علي اللاعب أن يقوم بالوصول الي المخرج الذي ينقله الي المرحلي الأخري ما عدي مخرجين سريين ينقلاه الي المرحلة الثلاثين أو الأثنان والثلاثين

## مواضيع متعلقة
- دوم (سلسلة)